# Красная книга казначейства
Красная книга казначейства (англ. Red Book of the Exchequer, лат. Liber Rubeus or Liber ruber Scaccarii) — рукописный сборник прецедентов и служебных записок английского казначейства XIII века. Он содержит хартии, статуты, счета, королевские указы, папские буллы и другие документы, которые имели отношение к королевским финансам. В дальнейшем в него стали добавляться списки рыцарских держаний, списки лиц, уплачивавших щитовые деньги, и прочие подобные записи. Совокупность документов, содержащихся в рукописи, отражает деятельность казначейства и является ценнейшим источником для исследования не только истории финансов, но и английской феодальной системы. В настоящее время сборник содержит дополнительные записи вплоть до XVIII века и хранится в Национальном архиве Великобритании в Лондоне. Своё название рукопись получила от красного кожаного переплёта, который отличает её от родственной «Чёрной книги казначейства», созданной в тот же период, но меньшей по размеру.
Джон Гораций Раунд писал в 1898 году, что «уступая по значимости только „Книге Страшного суда“, „Красная книга казначейства“ на протяжении более шести столетий занимала выдающееся место среди архивов. Чиновники ценили её за прецеденты, антиквары — за обширный запас топографической и генеалогической информации, её зачитанные страницы были просмотрены двадцатью поколениями студентов».

## История создания и хранения
Самая ранняя часть «Красной книги казначейства» была составлена около 1230 года Александром Сверфордским (умер в 1246), который примерно до 1220 года был служащим казначейства, а в 1234 году был бароном казначейства. Рукопись содержала хартии, статуты, счета, королевские указы, папские буллы и другие документы, которые имели отношение к королевским финансам. В дальнейшем в него стали добавляться списки рыцарских держаний, списки лиц, уплачивавших щитовые деньги, и прочие подобные записи. Совокупность документов, содержащихся в рукописи, отражает деятельность казначейства и является ценнейшим источником для исследования не только истории финансов, но и английской феодальной системы. Записи в неё продолжали добавляться вплоть до XVIII века.
Несмотря на своё происхождение из казначейства, в Средние века «Красная книга», судя по сохранившимся данным, иногда хранилась в кабинете Гардероба и путешествовала вместе с королевским двором. В Раннее Новое время она хранилась в кабинете Королевского напоминателя в железном сундуке. Её обычно приносил в Суд королевской скамьи помощник главы канцелярии Королевского напоминателя, чтобы потребовать от казначейства привилегий, в соответствии с которыми подавались иски против любых должностных лиц казначейства, а также бухгалтеры могли быть отстранены от работы для проведения аудита казначейства.
В XVII—XVIII веках «Красная книга казначейства» была очень хорошо известна антикварам и часто цитируется в их работах, в том числе у Уильяма Дагдейла, Томаса Мэдокса, Питера Ле Нева, Томаса Хирна.
В 1870 году книга была передана Начальнику государственного архива и была помещена в Государственный архив Великобритании. В настоящее время она хранится в Национальном архиве Великобритании в Лондоне под кодом E 164/2.
Рукопись была отреставрирована. Её исторический переплёт, созданный, вероятно, в конце XIV века с надписью, датированной XVII веком, хранится отдельно под кодом E 166/2/1.

## Описание рукописи
Книга представляет собой толстый фолиант на 345 пергаментных листах 13,5 дюймов (34 см) в длину, 9,5 дюймов (24 см) в ширину и 3,5 дюйма (8,9 см) в толщину. В результате непродуманных попыток восстановить неразборчивый текст с помощью галловой кислоты несколько страниц теперь нечитаемы.

## Содержание
Книга содержит около 300 отдельных записей и текстов, включая хартии, статуты королевства, Placita или другие публичные акты, а также частные акты и постановления, переписку, хроники или анналы, религиозные, физические или юридические трактаты, топографии, генеалогии или наследования, обзоры и отчёты, прецеденты и фацеции. Среди них тексты: «Cartae Baronum» — обзор феодальных землевладений, датированный 1166 годом; «Leges Henrici Primi» — ранний сборник правовой информации, относящийся к правлению короля Генриха I; «Constitutio domus regis» — руководство по ведению королевского двора, датированное примерно 1136 годом; «Dialogus de Scaccario» — трактат конца XII века о практике казначейства; «Liber Feodorum» — список феодальных владений, зависящих непосредственно от короля, составленный около 1302 года; трактат XIV века о королевском монетном дворе; казначейские свитки XII века; акты и пожалования Вильгельма I и Генриха I; текст «Великой хартии вольностей»; записи о сержантериях; формы присяги чиновников казначейства и королевских советников.

## Публикация
Подробное описание и перечисление содержания «Красной книги казначейства» было выполнено Джозефом Хантером в 1838 году.
Издание самой книги было выпущено в 1897 году в трех томах в «Rolls Series», финансируемой правительством, под редакцией Хьюберта Холла из Государственного архивного управления. Это была одна из последних работ, сданных в печать в серию, и она имеет номер 99, заключительная работа, в неофициальной (но широко распространенной) последовательности нумерации HMSO. Издание книги оказалось выборочным: Холл изменил порядок её содержания более рациональным образом и опустил определённое количество материала, включая тексты, которые уже публиковались в других местах (или которые, как он ожидал, вскоре появятся в печати), многие из более поздних дополнений, а также некоторые записи, для которых у него просто не хватило места.
Первоначально назначенным редактором в 1885 году был У. Д. Селби, но он в 1889 году заболел брюшным тифом и покончил с собой. После этого соредакторами были назначены Холл и Джон Гораций Раунд. В 1890 год Раунд отказался от дальнейшей работы по состоянию здоровья, но некоторое время Холл продолжал консультироваться с ним и присылать ему корректурные листы для проверки. Однако затем их отношения ухудшились и переросли в яростную литературную вражду, которая велась в период непосредственно до и после публикации издания как на страницах периодических изданий, так и в частных брошюрах. Раунд, известный своей воинственностью и язвительностью, обвинил Холла в научной и редакторской некомпетентности, в то время как Холл обвинил Раунда в двурушничестве и в том, что он намеренно умолчал об ошибках в корректурах, чтобы позже использовать их для атаки на репутацию Холла. Другие рецензенты, такие как Чарльз Гросс в «The American Historical Review» и Т. Ф. Тот в «The English Historical Review», были более позитивно настроены по поводу достижений Холла, но всё же находили детали для критики. Реджинальд Лейн Пул, также на страницах «The English Historical Review», был склонен встать на сторону Раунда. В своей работе «Studies on the Red Book of the Exchequer», опубликованной в 1898 году, Раунд писал: 

Теперь определённо доказано, что, по крайней мере, в Англии возможно опубликовать работу исторической важности для постоянного и всеобщего ознакомления, настолько изобилующую вздором и заблуждением, что она навсегда собьёт с толку всех изучающих её предмет, и при этом прогнать её сквозь строй критиков не только практически невредимой, но даже и стяжав славу и хвалу.
Оригинальный текст (англ.)It has now been definitely shown that it is possible, in England at any rate, to publish a work of historical importance, for permanent and universal reference, so replete with heresy and error as to lead astray for ever all students of its subject, and yet to run the gauntlet of reviewers, not only virtually unscathed, but even with praise and commendation.
 Издание «Красной книги» Холла, по его утверждению, было «вероятно, самой вводящей в заблуждение публикацией во всей Rolls Series». 
Современные учёные полагают, что, хотя поведение и язык Раунда были несдержанными и неоправданно оскорбительными, в его критике работы Холла была доля правды. Историк Маргарет Проктер, перефразируя формулу У. К. Селлара и Р. Дж. Итмана из популярной пародийной исторической книги «1066-й и всё такое», пишет, что «Раунд оказался (в основном) прав, но отвратителен, а Холл — (в основном) неправ, но романтичен».